# Kaspar Becker
Kaspar Becker (* 24. April 1969 in Glarus) ist ein Schweizer Politiker (Die Mitte) und Finanzfachmann aus dem Kanton Glarus. Er ist Mitglied der Glarner Regierung seit 2018.

## Werdegang
Nach dem Besuch der Primarschule in Ennenda und der Sekundarschule in Glarus absolvierte Kaspar Becker eine kaufmännische Lehre beim Schweizerischen Bankverein in Glarus. Anschliessend war er in verschiedenen Funktionen bei mehreren Banken tätig und sammelte dabei umfassende Berufserfahrung im Finanzbereich. Anschliessend zog es ihn für etwa drei Jahre ins Waadtland, genauer gesagt nach Villars-sur-Ollon, wo er in einem anderen Bankinstitut arbeitete und sowohl beruflich als auch persönlich wertvolle Erfahrungen sammelte. Nach seiner Rückkehr ins Glarnerland war er bei zwei Bankinstituten als Filialleiter tätig. Besonders hervorzuheben ist seine Rolle beim Aufbau und der Leitung der neuen Filiale der Glarner Regionalbank in Glarus, eine Herausforderung, die er als besonders spannend empfand. Später leitete er das Private Banking der Glarner Kantonalbank und war Mitglied der Direktion.

## Privat
Kaspar Becker ist verheiratet, hat eine Tochter und einen Sohn und wohnt in Ennetbühls.

## Politische Tätigkeiten

### Landrat (2013–2018)
Kaspar Becker war von 2013 bis 2018 Mitglied des Glarner Landrates, dem kantonalen Parlament. In dieser Zeit engagierte er sich insbesondere in der Finanzpolitik und war als Präsident der Finanzaufsichtskommission tätig. Unter seiner Leitung wurde das Budget 2018 speditiv vom Landrat genehmigt, was als Erfolg seiner Amtsführung gewertet wird.

### Regierungsrat (seit 2018)
Seit 2018 ist Kaspar Becker Mitglied des Glarner Regierungsrates. In seiner Funktion als Vorsteher des Departements Bau und Umwelt (von 2018 bis 2024) setzt er sich für nachhaltige Entwicklung und den Klimaschutz im Kanton ein. Besonders hervorzuheben ist sein Engagement im Bereich der Energiepolitik, wo er Massnahmen zur Förderung erneuerbarer Energien und zur Verbesserung der Energieeffizienz vorantreibt. 
Seit Mai 2024 ist Kaspar Becker Vorsteher des Departements Bildung und Kultur des Kantons Glarus. In dieser Funktion ist er verantwortlich für die Weiterentwicklung des Bildungswesens, die Förderung der Kultur sowie die Gestaltung der digitalen Transformation in der Verwaltung. Ein besonderes Augenmerk legt er auf die Verbesserung der digitalen Infrastruktur und die Integration digitaler Kompetenzen in die Bildungseinrichtungen des Kantons.

### Landammann (seit 2024)
Seit 2024 bekleidet Kaspar Becker das Amt des Landammanns des Kantons Glarus. In dieser Funktion steht er der Regierung vor und repräsentiert den Kanton nach innen und aussen. Als Landammann trägt er Mitverantwortung für die strategische Ausrichtung der Kantonsregierung und wirkt an übergeordneten politischen Entscheidungsprozessen mit.